# Jerry Yester

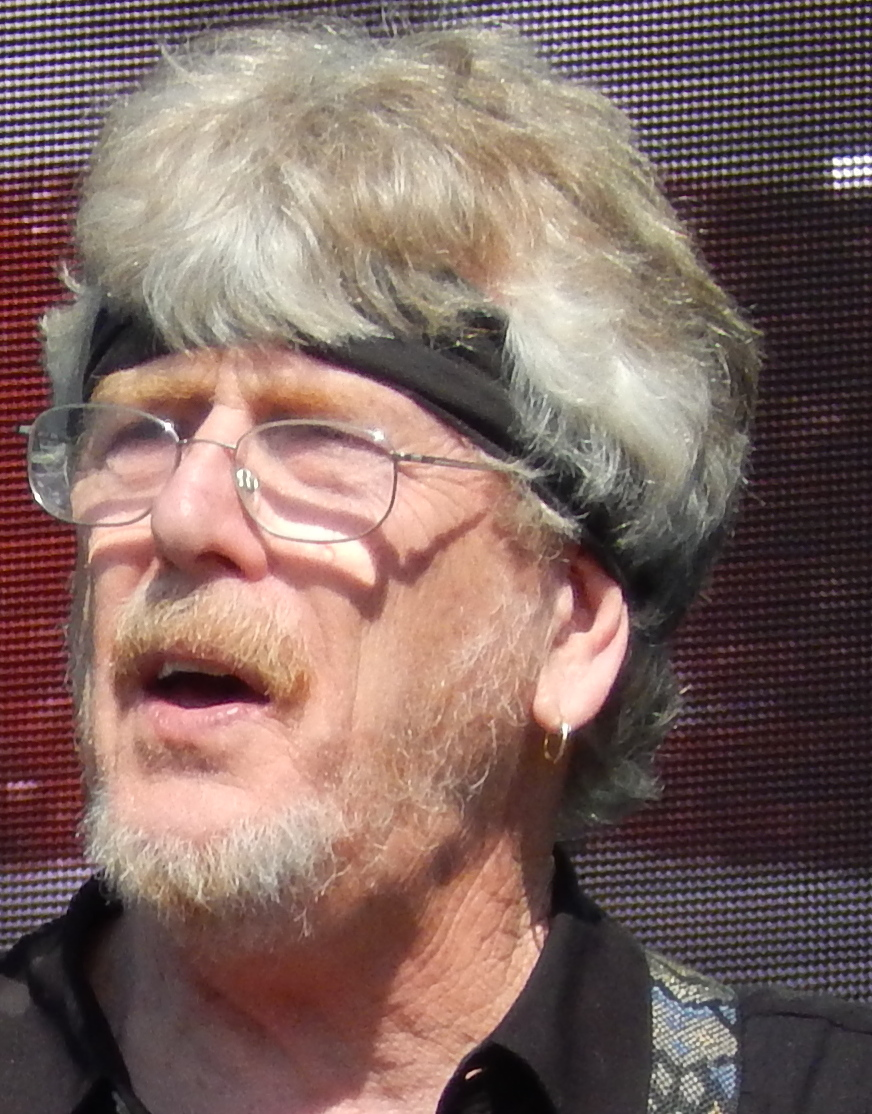
Jerry Yester (2016)

Jerry Yester (* 9. Januar 1943 in Birmingham, Alabama, USA) ist ein US-amerikanischer Folkrock-Musiker, Produzent und Arrangeur.

## Leben
Jerry Yester wuchs in Burbank, Kalifornien, auf. Mit 15 Jahren begann er, Gitarre zu spielen, und trat mit der Rock and Roll Band Tom Driscoll and The Tomcats bei High-School-Festen auf. 1960 gründete er mit seinem Bruder Jim Yester das Duo The Yester Brothers, mit dem er in Folk Clubs in Los Angeles spielte. 1962 lernte er die Folk-Blues-Sängerin Judy Henske kennen, die er im gleichen Jahr heiratete. Als Jim zum Militär musste, trat Jerry zuerst den New Christy Minstrels und 1963 dem Modern Folk Quartet (MFQ) bei. Mit MFQ spielte er in den folgenden zwei Jahren zwei Folk-Pop-Alben ein. Daneben wirkte er bei zahlreichen Aufnahmesessions anderer Musiker mit. So spielte er 1965 auf der Single Do You Believe in Magic? von The Lovin’ Spoonful Klavier und steuerte den Background-Gesang bei. Die Gründungsmitglieder der Band, John Sebastian und Zal Yanovsky, hatte er bereits 1964 kennengelernt und mit ihnen einige Demo-Tracks aufgenommen.
Das Modern Folk Quartet hatte mit der Single Night Time Girl einen bescheidenen Erfolg und versuchte mit der von Phil Spector produzierten Aufnahme This Could Be The Night den Wechsel hin zu „elektrischem Folkrock“, trennte sich aber bald darauf. Yester verdingte sich 1966 vor allem als Session-Musiker, etwa bei Aufnahmen der Ronettes oder auf den Singles Ebb Tide von den Righteous Brothers und Elusive Butterfly von Bob Lind.
1967 produzierte er das Album Renaissance der Gruppe seines Bruders Jim, The Association, sowie das zweite Album des Sängers Tim Buckley, Goodbye And Hello. Für das Album Happy Together der Rockband The Turtles arrangierte er den Song Me About You und auf dem Album Headquarters der Monkees spielte er Gitarre. Kurze Zeit darauf trat er den Lovin’ Spoonful bei, mit denen er genau ein Jahr lang spielte. Parallel dazu gründete er mit Zal Yanovsky, den er bei den Lovin’ Spoonful ersetzt hatte, eine Produzentengemeinschaft. Erstes Produkt war Yanovskys Solo-Album Alive And Well In Argentina, erschienen 1968.
Nachdem sich die Lovin’ Spoonful bereits aufgelöst hatten, half Yester dem Schlagzeuger Joe Butler bei dessen Single Never Goin’ Back, die als letzte offizielle Lovin’ Spoonful Single 1968 erschien. 1969 produzierte er mit Zal Yanovsky das dritte Album Tim Buckleys, Happy Sad, die gleichnamige LP der Fifth Avenue Band und mehrere Aufnahmen der Turtles.
Im gleichen Jahr nahm er, gemeinsam mit seiner Frau Judy Henske, das Album Farewell Aldebaran, auf. Es erschien auf dem Plattenlabel Straight, das Frank Zappa und Herb Cohen gegründet hatten. Farewell Aldebaran gilt als der Höhepunkt von Yesters Karriere als Sänger, Komponist und Arrangeur. Auf dem Album, das schon bald nach Erscheinen Kult-Status erhielt, spielte er 12 Instrumente zu Eigenkompositionen mit einer Mischung aus klassischer und experimenteller Musik, Folk, Blues, Hardrock und aufwendigen orchestralen Arrangements. Die Verkaufszahlen der LP waren dennoch enttäuschend.
1970 gründete er mit Judy Henske eine neue Band namens Rosebud, die im selben Jahr ein gleichnamiges Album aufnahm. Im Unterschied zum Vorgängeralbum war Rosebud mehr vom damals populären Country-Rock-Stil geprägt. Im darauf folgenden Jahr trennten sich sowohl Henske und Yester als auch die Band und Henske heiratete den ehemaligen Rosebud-Gitarristen Craig Doerge.
Yester produzierte in der Folgezeit weitere Alben, darunter einige des Sängers Pat Boone, der Gruppe Aztec II Step und die 1973 aufgenommene LP Closing Time von Tom Waits.
In den 1970er Jahren trat er mit The Association auf, re-formierte das Modern Folk Quartet und schrieb Arrangements für Tom Waits, Manhattan Transfer und Spanky and Our Gang. 1984 siedelte er nach Hawaii um, wo er zunächst eine Tanz-Combo gründete und dann mit seinem Bruder einige Platten mit dem Modern Folk Quartet aufnahm. 1991 gründeten Jerry und Jim, gemeinsam mit den Gründungsmitgliedern Joe Butler und Steve Boone, eine neue Formation der Lovin’ Spoonful, die bis heute Live auftritt.
Jerry Yester lebt in Harrison, Arkansas, und hat ein eigenes Aufnahmestudio, Willow Sounds, in dem er lokale und gastierende Musiker produziert, etwa die No Neck Blues Band, Dennis Lee, Gavin Coyle und Eric Bibb. Er tritt, neben den Lovin’ Spoonful, wöchentlich im Grand Tavern auf, einem Teil des Grand Central Hotels in Eureka Springs, Arkansas, wo er sich auf dem Piano begleitet.
2009 gründete er, zusammen mit seinem Bruder Jim und seinen Töchtern Hannah Yester und Lena Boone, die Folkband Yester. 2010 führte ihn eine Tournee mit Solo-Programm durch Deutschland, die in Schloss Alsheim begann und zu der auch ein vom Rundfunksender SWR1 ausgestrahltes Konzert gehörte.
Am 7. Oktober 2017 wurde Yester in Arkansas wegen des Besitzes von Kinderpornografie verhaftet und zunächst gegen eine Kautionszahlung in Höhe von 35.000 US-Dollar freigelassen. In Folge seiner Verhaftung wurde er aus The Lovin' Spoonful entlassen. Er bekannte sich am 9. Oktober 2018 in acht Fällen der Verbreitung, des Besitzes oder der Betrachtung von Material schuldig, das sexuell eindeutiges Verhalten eines Kindes darstellte. Im Juli 2019 wurde Yester wegen Besitzes von Kinderpornografie zu einer zweijährigen Haftstrafe verurteilt und musste sich als Sexualstraftäter registrieren lassen.

## Diskografie

### New Christy Minstrels
- Presenting: The New Christy Minstrels (Album, 1962)

### Les Baxter’s Balladeers
- Les Baxter’s Balladeers (Album, 1963)

### Modern Folk Quartet
- The Modern Folk Quartet (Album, 1963)
- Changes (Album, 1964)
- Moonlight Serenade (Album, 1985)
- Live In Japan (Album, 1989)
- Bamboo Saloon (Album, 1990)
- Christmas (Album, 1990)
- Wolfgang (Album, 1991)
- Highway 70 (Album, 1995)

### Lovin’ Spoonful
- She Is Still A Mystery / Only Pretty, What A Pity (Single, 1967)
- Everything Playing (Album, 1967)
- Money / Close Your Eyes (Single, 1968)
- Revelation: Revolution ’69 (Album, 1968)
- Never Going Back / Forever (Single, 1968)
- Live At The Hotel Seville (Album, 1999)

### Jerry Yester & Judy Henske
- Sound Of Summer Showers / Ashes Have Turned (Single, 1966)
- Farewell Aldebaran (Album, 1969)
- Rosebud (Album, 1971)

### Jerry Yester Solo
- I Can Live Without You / Garden Of Imagining (Single, 1967)
- Just Like The Big Time … Only Smaller (Album, 1990)
- Yester (Album, 2009)
- Sentimental Jorney (Album, 2010)